# Історія вірменської лінгвістики
Історія вірменської лінгвістики — історія вірменської лінгвістики налічує понад 1500 років. Початок історії вірменської граматичної думки було закладено в V столітті перекладом «Мистецтва граматики» Діонісія Фракійського, хоча риторика і філософія, мовознавство було знайоме вірменам ще до створення вірменського письма. У V—VII століттях з'являється вірменська лексикографія. З XIII століття, паралельно з давньовірменською, починається вивчення середньовірменської мови, яка претендує, разом з першою, на роль літературної. У школах середньовічної Вірменії велося викладання граматики, за словами Томсона у середньовічних вірмен граматика розглядалася не тільки як вивчення зміни мови, але і як вираження розуміння вічних істин. В 1711 і 1727 роках з'являються перші граматики нововірменської літературної мови. На початку XIX століття бере початок порівняльно-історичне вивчення вірменської мови, а остаточне встановлення в 1875 році приналежності останньої до особливої гілки індоєвропейської мовної сім'ї відкрило новий напрямок в історії її дослідження. Вірменське мовознавство мало великі досягнення в XX—початку XXI століття як в самій Вірменії, так і за її межами.
Історія вірменської лінгвістики поділяється на такі епохи:
- Перший період — епоха формування принципів статичного дослідження — з середини V-го століття до 1830-х років:

1. етап — з V-го до перших десятиліть XVII-го століття.
2. етап — з початку XVII до останньої чверті XVIII-го століття.
3. етап — період з появи граматики Чамчяна в 1779 році до 1830-х років.

- Другий період — епоха формування принципів історико-порівняльного дослідження — з 1830-х до 1910-х років:

1. етап — з 1830-х до 1870-х років.
2. етап — з 1870-х до 1910-х років.

- Третій період — епоха формування принципів системного дослідження — починаючи з 1920-х років:

1. етап — з 1920-х до 1950 року.
2. етап — з 1950-го до нашого часу.

## Вивчення історії вірменської лінгвістики

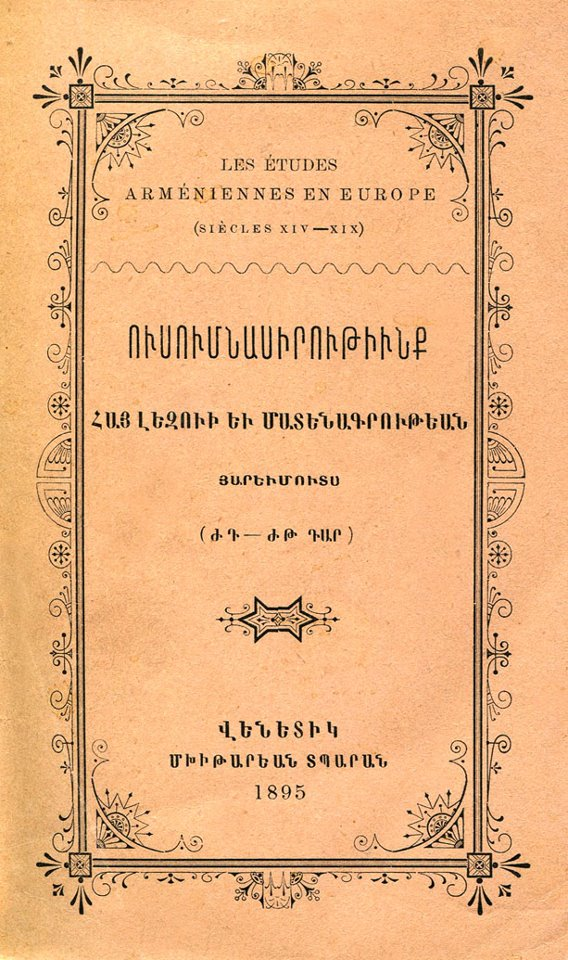
Титульний аркуш книги «Вивчення вірменської мови і літератури на Заході» (1895) Гарегіна Зарбаналяна

Починаючи з початку XIX століття виходили дослідження, які розглядають окремі галузі історії вірменського мовознавства. Габріель Аветікян у «Вірменській граматиці» (1815) дає перелік вірменських граматистів. Шаан Джрпетян в «Grammaire de la langue arménienne» (1828) коротко перелічує і дає характеристику виданих до нього граматик вірменської мови, як вірменською, так і іншими мовами, починаючи з V століття. Обидва дослідження стисло передають історію вірменської граматичної науки. У статті «Про вивчення вірменської мови в Європі і наукове значення вірменської літератури» (1860) Мікаел Налбандян коротко перелічує європейських вірменістів, а також деякі з їхніх найважливіших праць, після чого переходить до пояснення важливості дослідження вірменської мови і літератури. Теодор Бенфей в «Geschichte der Sprachwissenschaft und orientalischen Philologie in Deutschland» (1869) повідомляє різні історичні дані про вивчення вірменської мови до середини XIX століття. В «Armenische Studien» (1877) Пауль де Лагард коротко передає історію вірменістики в Європі починаючи від Шредера до Хюбшмана, особливо виділяючи їхній внесок у галузі порівняльно-історичного вивчення вірменської мови. Незважаючи на невеликий масштаб, дослідження дає достатньо повноцінну картину історії вірменістики даного періоду. У статті «Aperçu de l'étude de la langue arménienne en Europe» (1890) Герасим Езов (Езян) пише про історію розвитку в Європі вірменістики в цілому. Історію вірменістики в Європі розглянув Шрупф у статтях «The Study of armenian in Europe» (1891) і «On the progress of armenians study» (1890—1891). «Вивчення вірменської мови і літератури на Заході» (1895) Гарегіна Зарбаналяна — переклад і обробка книги Гюстава Шрумпфа. Доповнення Зарбаналяна становлять приблизно половину книги. Дослідження розглядає в цілому історію вірменістики (мова, історія, література тощо) в Європі, починаючи з середньовіччя до кінця XIX століття. Переважно знайомить з біографіями вірменістів, перелічує їхні роботи, повідомляє також про зміст найважливіших з них. Незважаючи на ряд недоліків це узагальнювальна книга про історію вірменістики.
«Віррменістика в Західній Європі. Короткий огляд і бібліографія» (1910) Карапета Костаняна є конспектом дослідження Зарбаналяна, містить багатий бібліографічний список вірменістичної літератури (крім російськомовної), виданої в Європі до цього. У статті «Минуле і сьогодення вірменського мовознавства» (1911) Рачія Ачарян окреслив загальні контури історії вірменської лінгвістики. Тут, хоча і в стислій формі, автор зумів науково обробити тему і привести до деякої системності. Він же склав «Вірменську мовознавчу бібліографію», в якій зібрано 3,8 тис. книг і статей про вірменську мову, виданих як вірменською, так і іншими мовами. Рубен Абраамян у статті «Індоєвропейська сім'я мов та історія вірменського мовознавства» (1912) торкається історії вірменістики в короткий період від Петермана до Хюбшмана, пише також про вірменську діалектологію. Йозеф Карст предметом свого дослідження «Geschichte der armenischen Philologie in kritischer Beleuchtung nach ihren ethnologischen Zusammenhängen dargestellt» (1930) обрав історію вірменського мовознавства, але книга обмежується переважно Європою і Росією. Генріх Зеллер у статті «Geschichte der indogermanischen Sprachwissenschaft, II. Die Erforschung der indogermanischen Sprachen» (1927) коротко розглядає історію вивчення вірменської мови в Європі.
Історії вірменської лексикографії та її різним аспектам присвячені дослідження 2000-х років Р. Казаряна, Р. Тосуняна, В. Петросяна, Н. Мкртчяна, А. Амаляна, А. Погосяна, В. Амбарцумяна.

## Історичний нарис

### Перший період

#### V століття—перші десятиліття XVII століття
Ще до створення вірменської писемності вірменською мовою були створені деякі граматичні терміни, що було обумовлено навчанням грецькій мові вірменської знаті та духовенства в період впливу у Вірменії еллінізму. Вже в V столітті у вірмен з'явилася велика кількість праць з граматики. Філософ Єзник Кохбаці у своєму «Спростуванні лжевчень» виробив вчення про характер імен. Він розрізняє «нижні» і «верхні» діалекти. У середині V століття починається перший період історії вірменської лінгвістики.

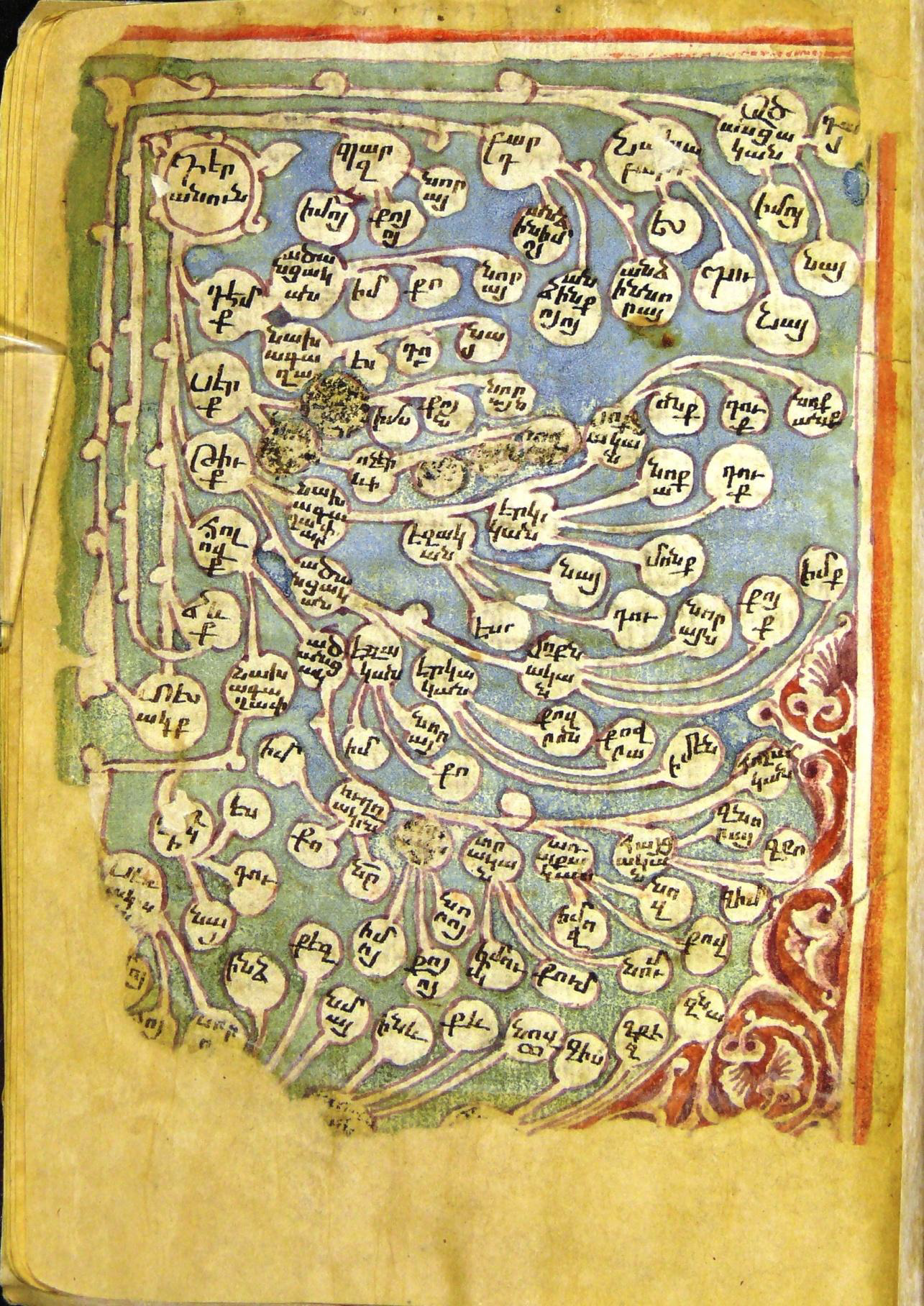
Граматичний рукопис 1476 року. У формі схеми представлено займенники вірменської мови з морфологічними ознаками: особа, стан, число, відмінок, вид, з відповідними прикладами

Важливою подією в ранній історії вірменського мовознавства став переклад «Мистецтва граматики» Діонісія Фракійського, здійснений у другій половині V століття. Це був один із перших перекладів грекофильской школи вірменського перекладацького руху. У вірменській версії тексту намічається прагнення дуже точно зберегти структуру грецької мови, проте, виходячи зі специфіки рідної мови, перекладач зробив у ньому деякі зміни. Він зазначає 6 відмінків вірменської мови: називний, родовий, давальний, орудний, знахідний і кличний. Було змінено кількості семантичних груп прислівників і сполучників. Розділ про прийменники, де 50 прийменників-префіксів і три суфікси передають 18 грецьких прийменників-префіксів, у подальшому були використані перекладачами грекофільскої школи. В ній уперше робиться спроба класифікації приголосних звуків — прості, середні, густі, що стало значним кроком на шляху розвитку фонетики. Перекладач Діонісія сформулював перші орфографічні правила вірменської мови. Так, наприклад, слова можуть закінчиться будь-якими літерами крім ա, ե, ո, ը. Перекладач дуже добре розуміє граматичну теорію грецького тексту і добре володіє вірменською. Сучасні дослідники високо оцінюють цей переклад, хоча це був не просто переклад, а швидше адаптація до вірменської мови.
Перекладом «Граматичного мистецтва» у Вірменії започатковано теоретичну лінгвістичну думку. У ранньому середньовіччі жили перші тлумачі вірменського перекладу Діонісія Фракійського, які поклали початок формуванню власного вірменського мовознавства, протягом VI—XV століть ця праця стала основою граматичної теорії і навчання вірменської мови. У тлумаченнях «Граматичного мистецтва» вивчається давньовірменська мова. Його успішному поширенню і тлумаченням сприяли також типологічні особливості індоєвропейської вірменської мови. Аж до XVII століття він зберіг свій вплив на вірменське мовознавство, до XV століття різними авторами було написано до нього більше 10 коментарів, які мали все більшу складність. Цим перекладом було також закладено основи вірменської граматичної термінології і в цілому принципів створення наукових термінів.
Перший з тлумачів Діонісія — граматик Давид, який жив у V—VI століттях. У тлумаченні вірменського перекладу «Граматичного мистецтва» він дає першу спробу етимології слів. Після нього цим питанням займалися також майже всі наступні стародавні вірменські автори. На відміну від емпіризму Діонісія, Давид підтримує раціоналістичне розуміння граматики як мистецтва. Існує гіпотеза, згідно якої Давид міг бути автором перекладу Діонісія. Тлумачення містить важливий матеріал для історії вірменської лінгвістики і філософії.
З ранньосередньовічних тлумачів Діонісія відомий Анонім VII століття. Останній відрізняється більш ретельним розглядом проблем морфології та діалектології. Примітний його підхід в питаннях про ім'я. Анонім вважає етимологію «аналізом складів у досконалих і первісних словах», який слід зробити через осмислення слова.
Граматик Мовсес Кертог, який жив у VII—VIII століттях, також виступає за раціоналістичне розуміння граматики. Як Давид і Анонім, він досить обережно аналізує питання, що стосуються двоїни, граматичного роду і деякі інші, наявні в перекладі Діонісія.
Ще раніше лінгвістичного характеру питання у своїх коментарях до праці Аристотеля «Про тлумачення» розглядає філософ VI століття Давид Анахт.
У VIII столітті жив Степанос Сюнеці автор двох граматичних праць. Останній пише про центральні і периферійні діалекти вірменської мови, серед останніх згадує корчайський, тайкський, хутський, Четвертої Вірменії, сперський, сюнікський і арцахський. Сюнеці вважав писемність інструментом підтримання правильної мови, а граматику методом підтримання правильної письмової та усної мови, засобом перешкоджання спотворенню мови і встановлення її правил. Він наводить канони вимови окремих звуків і складів, створює принцип класифікації голосних та дифтонгів на підставі їх тональних відмінностей, пише про інтонаційну своєрідності різних видів речень. У вивченні етимології він вважає його відновленням «правильності імен і дієслів», відзначає певний спосіб етимологізації.
Вже ранні вірменські граматики, на відміну від стародавніх греків, безумовно розрізняють поняття «звук» і «письмо». Для першого вживається слово taṙ — буква, в письмовому ж зображенні gir або nšanagir. У вірменському алфавіті кожній фонемі відповідає одна літера, що посприяло однозначному підходу до цієї проблеми.

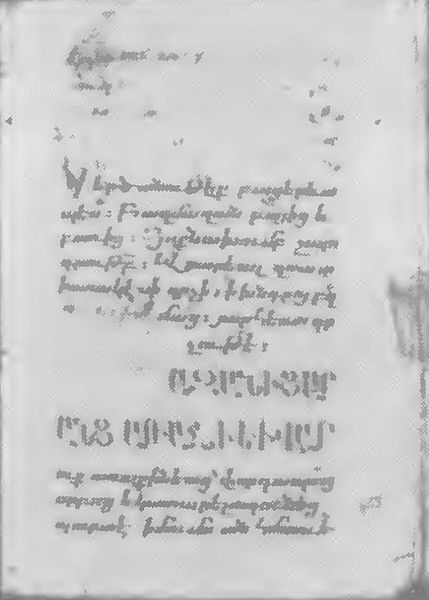
Титульна сторінка рукопису орфографічного словника Арістакес Грич, XII століття

У IX столітті жив Григор-Хамам, ще один тлумач «Граматичного мистецтва» Діонісія Фракійського. Його робота більше відповідає богословському трактату, ніж граматиці. На відміну від граматиків попередніх періодів, Григор не відрізняється хорошим знанням античної літератури, він аналізує граматичні категорії алегорично, етимологія довільна тощо.
У V—VII століттях з виникненням перших глос і глосаріїв виникає вірменська лексикографія. У VI—VII століттях створюються різні невеликі словники, що не мають ще чіткого алфавітного розташування слів. Це, головним чином, переклади відповідних грецьких словників до тої чи іншої праці, перекладених вже вірменською мовою. Зміст включає філософські, ботанічні, анатомічні та інші галузі. Один з таких словників — греко-вірменський папірус, в якому даються грецькі слова і словоформи, написані вірменськими літерами. Приблизно від кінця VII століття з'являються словники, які мають розташування слів за абеткою. Найраніший відомий подібний словник — це переклад грецького ономастикону, відомий як «єврейські Слова» (близько 1000 словникових статей). У словнику після списку назв давньоєврейських букв наводяться давньоєврейські слова у вірменському написанні та їх вірменський переклад. Серед пам'яток вірменської ранньосередньовічної лексикографії — Словник Галена, написаний приблизно в VI столітті, в епоху розквіту грекофільської школи. Словник містить близько 550 слів. Період до X століття містить у собі ранньосередньовічний етап вірменської лексикографії.
У X столітті починається середньовічний етап історії вірменської лексикографії. Кінець X століття епоха її підйому. Створюється велика кількість різних словників, розробляється низка принципів обробки і розташування матеріалу. Вводиться неповний і повний алфавітний порядок, тематичне і гніздове розставляння слів. Найвідомішими були тлумачні словники. Серед таких словників відомі праці як до окремих творів і авторів («Слова священного писання», «Слова Філона» (близько 250 слів), «Слова Книги хрий», «Слова Нарека» і т. д.), так і словники більш загальної спрямованості. В останніх даються тлумачення складних для розуміння слів, які зустрічаються у різних авторів («грецькі Слова», «Слова Вівтаря», «Слова творчі» тощо). Найбільш ранні рукописи тлумачних словників сягають до XII—XIV століть. З двомовних словників зберігся латинсько-вірменський словник кінця IX або початку X століття, містить 90 слів. Найпізніше датування — початок XI століття. Відомі близько 10 вірменських лексикографічних пам'яток даного періоду.
В епоху Вірменського Відродження граматична наука виявила нові особливості: 1) збільшився інтерес як до грецької, так і до власної спадщини, були складені збірки тлумачень попередніх граматистів; 2) зроблено спроби опису особливостей середньовірменської мови та наближення мови граматичних праць до розмовної; 3) підвищився інтерес до навколишніх мов, зібрано алфавіти і слова цих мов, вироблено вчення про запозичення; 4) посилилася критика штучних грецизмів; 5) як результат практики та популяризації граматики з'явилися граматики в більш легкій формі запитань і відповідей; 6) у зв'язку з великою кількістю переписувань рукописів і тенденцією єднання літературних норм створено праці, звані «мистецтвом письма», в яких давалися відповідні орфографічні і пунктуаційні норми, складено перший орфографічний словник.

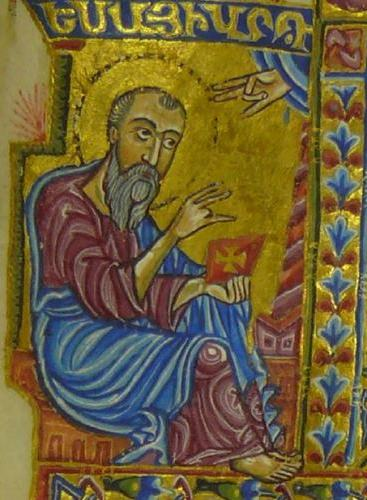
Єсаї Нчеці, мініатюра XIV століття

Великим вченим середини XI століття був Григор Магістрос. Книга Магістроса в основному компіляція в яку, крім власних досліджень, увійшли всі праці його попередників, крім Григора-Хамама. У «Тлумаченні граматики» він піднімає етимологію на новий рівень. У зв'язку з цим Магістрос виділяє власні і запозичені слова, протестує проти довільної етимології, розробляє теорію про запозичення, що враховує історичний контекст, фонетичну видозміна слова тощо. Він вважає важливим знання мов, з якими контактує вірменська. Саме Григору Магістросу належить створення наукової етимології у вірменській лінгвістиці. Він вважає граматику близькою до літератури, а метою граматики виправлення мови, навчання людей правильної мови. Праця Магістроса була стандартним підручником протягом близько двох століть.
Наступний етап в історії розвитку вірменської граматичної думки пов'язаний зі створенням вірменського царства в Кілікії. Розвиток міст, політичні і торговельні контакти з європейцями призвели до нового періоду бурхливого розвитку вірменської культури, особливо в епоху XII—XIII століть, в століття зміцнення політичного становища у Вірменії.
Вірменські автори по-різному оцінювали зміни в мові. Так, наприклад, у XIII столітті історик і граматик, автор двох лінгвістичних праць Вардан Великий вважає такий процес природним і захищає права середньовірменської, яка претендує на роль літературної мови. Обидві його лінгвістичних праці написані розмовною мовою. Одна з них — тлумачення граматики, інша — дослідження «Про частини мови». В останній автор робить спробу створення граматики у сучасному розумінні цього слова. Вардан — один з перших авторів, які зробили спробу наукового вивчення розмовної середньовірменської мови. Займався також питаннями теорії запозичень.
В XIII столітті у працях Ованеса Ерзнкаці граматика досягає своєї вершини. Його праця, написана в кінці 1292 або на самому початку 1293 року, компіляція майже всіх попередніх досліджень, складена з великим умінням і точністю і показує збільшення уваги до рукописної спадщині давнини. Ерзнкаці написав докладну передмову до «Граматичного мистецтва» і зробив доповнення, в яких викладає власні погляди. У своїй позиції на проблеми граматики і мови він ґрунтується на книгах Давида і Вардана Великого, хоча в деталях розходиться з ними. Для таблиці відмінювання він користується формами як давньовірменської, так і середньовірменської мови, відмовляється від штучних форм відмінювання, введених грекофільською школою, користується прикладами живої розмовної мови.
Сучасник Ерзнкаці Геворг Скевраці займався питаннями орфоепії та пунктуації, а також розробив правила перенесення. Скевраці залишив багату лінгвістичну спадщина: «Повчання про властивості складів», «Повчання про просодії» і «Повчання про мистецтво писання». У першій праці, спираючись на вчення про складобудову вірменської мови, Скевраці вивчає основи перенесення і викладає його правила, у другому автор розглядає випадки і обставини застосування знаків правильної вимови та пунктуації даючи їх теоретичне узагальнення і пояснення, в третьому проаналізовано закономірності правопису вірменської мови в прямих і непрямих формах слів. Його правила складоподілу і перенесення стали найбільш важливими для теорії та практики «мистецтва писання». Рекомендовані Скевраці правила, з незначними змінами, існують до нашого часу.
До середини XIV століття працю «Про граматику» написав Ованес Крнеці. Його дослідження вважається попередником латинізованих граматичних праць, які набули поширення у вірменській реальності на декілька століть пізніше — в XVII—XVIII століттях. Крнеці спирався як на вірменські, так і латинські граматики. Одним з його джерел, наприклад, є «Institutiones Grammaticae» — граматика VI століття Прісціана. У визначенні граматики, в ототожненні звуку і букви а також деяких інших питаннях проявляється вплив латинської граматичної традиції. Крнеці часто наводить приклади з живої середньовірменської мови свого часу, ввів низку важливих термінів, які вживаються дотепер.

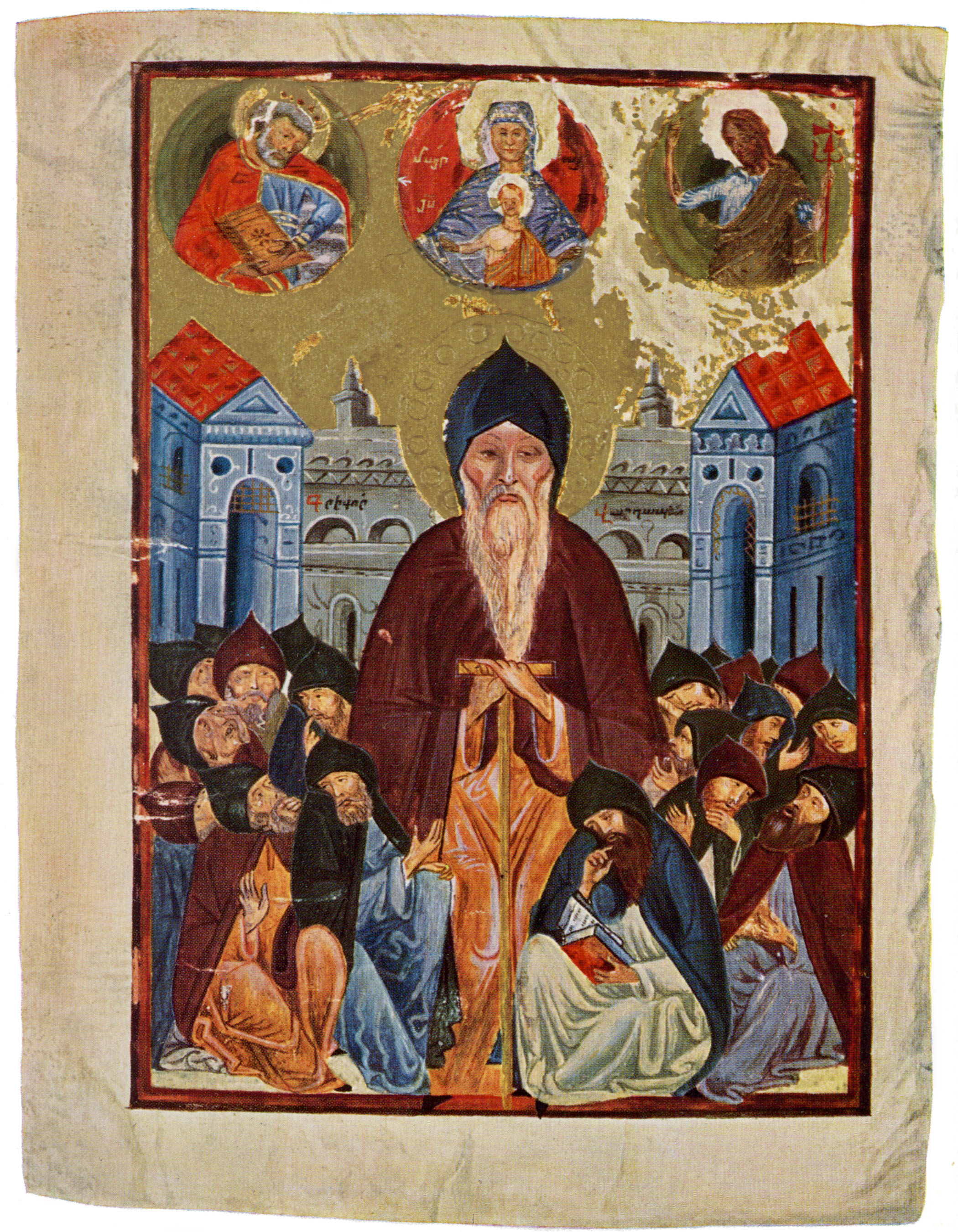
Григор Татеваці, мініатюра XV століття

Визначним діячем вірменської культури XIV століття був Єсаї Нчеці. У «Тлумаченні граматики» останній визначає граматику як «мистецтво письма і звуку, що має об'єктом частини мови для довершення їх справності». Хоча в питанні визначення граматики його думка розходиться з Діонісієм, у трактуванні «частин граматики» він продовжує дотримуватися розуміння останнього. Для опису граматичної науки часу велике значення має таблиця відмінювання, яка передує граматиці Нчеці. Її автор, можливо також Єсаї Нчеці, намагається дати систему дієвідміни давньовірменської мови, звільняючи її від штучних граматичних форм, наполягає на неупередженому і правильному ставленні до мовних фактів. Він критикує штучні мовні форми грекофільської школи V—VIII століть.
Видатний вчений кінця XIV—початку XV століття Григор Татеваці написав тлумачення до праць Арістакеса Гріча і Геворга Скеварці. У них, крім пояснень і доповнень з питань орфографії, орфоепії та пунктуації, Татеваці робить важливі зауваження щодо граматики. Так, наприклад Татеваці ділить відмінки на дві групи — ті, які розрізняються за закінченнями, і ті, які утворюються за допомогою прийменників. Включаючи також прийменниково-відмінкові конструкції, тим самим він розширює поняття відмінків. Крім того Татеваці розвиває вчення Арістакеса Гріча про чергування звуків під час відмінювання, словотворення і дієвідмінювання, пропонує розрізняти змінення звуків у відкритих і закритих складах. Вчений розглядає і питання орфографії.
«Короткий аналіз з граматики» Аракела Сюнеці написаний у формі граматичного катехізису, в якому виклад дається у вигляді запитань і відповідей. Критикуючи погляди Нчеці в питанні визначення граматики, Сюнеці називає об'єктом граматики не письмо або звук, а емпірію, накопичену прозаїками і поетами, яка зазнає обробки розуму. Він визначає граматику як «мистецтво, що має об'єктом частини мови, а метою — довершення та виправлення мови». У своїй роботі останній робить великий крок вперед у дослідженні фізіологічних основ мовотворення. Сюнеци говорить про функціонування і будову органів мовлення, дає принципи фізіологічної класифікації звуків, вперше дає детальну класифікацію всіх різновидів складів. Ще більш детально вивчає ім'я, дієслово і займенник, роблячи цілий ряд важливих і тонких зауважень.
Проблемам наголосу присвячена робота автора XV століття Акопа Кримеці. У книзі «Про гострий і полегшений наголоси» він узагальнив знання, накопичені в цій галузі вірменською лінгвістикою.
Серед інших граматичних праць, написаних у формі катехізису, найбільш відома робота автора XVI століття Давида Зейтунці, який вважається останнім вірменським тлумачем граматики Діонісія. Ці книги, написані в більш доступній формі, робили граматичну науку більш масовою і практично корисною, вони були більш зручними для шкільної освіти, містять цінні відомості про живу розмовну мову, в них ще більше розвинене вивчення граматичної будови вірменської мови а також вимальовується тенденція виділити вчення про структуру мови з філологічної граматики .
Хоча вірменські граматичні праці написані у формі викладу, збереглися рукописи в яких граматичний матеріал представлений також у вигляді графічного зображення дерева. Ці зображення дерева є класифікаціями лінгвістичних понять і властивостей, являють собою свого роду образний показ граматичних термінів. Створені з ціллю викладання, для більш доступного, легкого і образного показу мовного матеріалу, кожної з частин мови вірменської мови з її граматичними властивостями і прикладами .

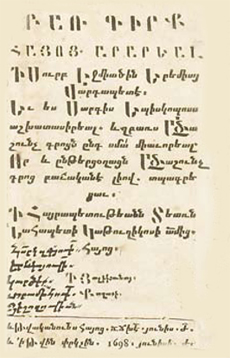
Тлумачний словник Єремії Мегрец, 1698 рік

У розглянутий період вірменська лексикографія розвивається, утворюючи самостійну галузь культури. В XI—XII століттях був написаний «Словник Варданової книги», що містить тлумачення перських слів у книзі «Про Вардана і війну вірменську» історика Єгіше. Словник містить у собі 37 перських слів і зберігся в численних копіях. У XII столітті масове переписування рукописів створило необхідність в уніфікації орфографії, що, в свою чергу, призвело до появи робіт з орфографії та пунктуації, званих тоді «мистецтвом писання». Перша серед таких робіт належить Арістакесу Грічу. Йому належить перший орфографічний словник у вірменській дійсності. Словник містить близько 900 слів. Арістакесом були сформульовані також 10 орфографічних правил. У середні віки було створено словник синонімів — «Демонстрація поетів», який містить близько 1600 слів для поетів і ораторів. Словник використовувався у викладацьких цілях. З лексикографічних пам'яток Високого середньовіччя збереглася частина «Арабсько-персько-вірменського словника», який був складений в XIII або XIV столітті. Словник містить 225 слів. До цього ж періоду відноситься словник «Філософські визначення». Примітний словник монгольських слів з паралельним перекладом вірменською, складений істориком Кіракосом в середині XIII століття . До XIV століття відноситься словник написаний спеціально для короля Адена на півдні Ємену арабським шрифтом шістьма різними мовами — арабською, перською, турецькою, грецькою, вірменською і монгольською. За словами Джеймса Рассела даний факт підтверджує особливу важливість і корисність цих шести мов в 1300-х роках в зеніті Монгольської імперії. До нас дійшли численні галузеві термінологічні словники. До початку XV століття відноситься «Назви ліків вірменською, арабською та латинською мовами», що містить 200 слів. Збереглися три словники лікарських засобів Амірдовлата Амасіаці. Перша — медична енциклопедія «Непотрібне для неуків», інша написана як додаток до «Користі медицини», третій словник з 800 слів вірменською, перською, грецькою і латинською створений як додаток до його праці «Ахрапатін». Є й інші подібні лексикографічні пам'ятки .
Найбільш ранні збережені рукописи словників, це рукописи 1123 і 1178 років, що зберігаються в зібранні вірменського монастиря Зммар (Ліван), і рукописи XII—XIII століть і 1304—1305 років, що зберігаються в Матенадарані.

#### З 20-х років XVII століття до 70-х років XVIII століття
У XVI столітті також в Європі з'являються книги з відомостями про вірменську мову. Серед таких робіт «Linguarum diodecim characteribus differentium alphabetum introductio et legendi modus» (1538) Гійома Постеля, «Introductio in chaldaicam linguam, syriacam, atque armeniacam, et decem alias linguas» (1539) італійського вченого Амброзіуса[91], книга «Mithridates» (1555) Конрада Геснера . Уже в наступному столітті цей інтерес значно зріс у зв'язку з діяльністю римсько-католицької церкви, яка прагнула поширити свій вплив у країнах Сходу. Саме тоді в Європі виникає вірменознавство . У XVII столітті намічається сильний вплив латинської граматики на вірменську лінгвістику, з'являються т. зв. латинізовані граматики. Аж до другої половини XVIII століття відбувався вплив логіцизму і раціоналізму на лінгвістику, «раціональні» зміни в мові, логіцизм і латинізація, стали загальним принципом у граматиці. Навіть деякі представники вірменської церкви складали латинізовані граматики. Незважаючи на це, другий етап першого періоду розвитку вірменської граматичної науки, який тривав з початку XVII до останньої чверті XVIII століть, став важливим кроком у розвитку мовознавства. Граматики почали ще глибше вникати в деталі мови і описували майже весь її лад, з цього періоду бере початок наукове вивчення синтаксису вірменської мови, менш обмежені традицією вчені цієї епохи іноді роблять значні узагальнення. На думку Вейтенберга використання латинських форм було не спробою «латинізації» вірменської мови, а способом встояти вірменистиці в конкуренції з Заходом .

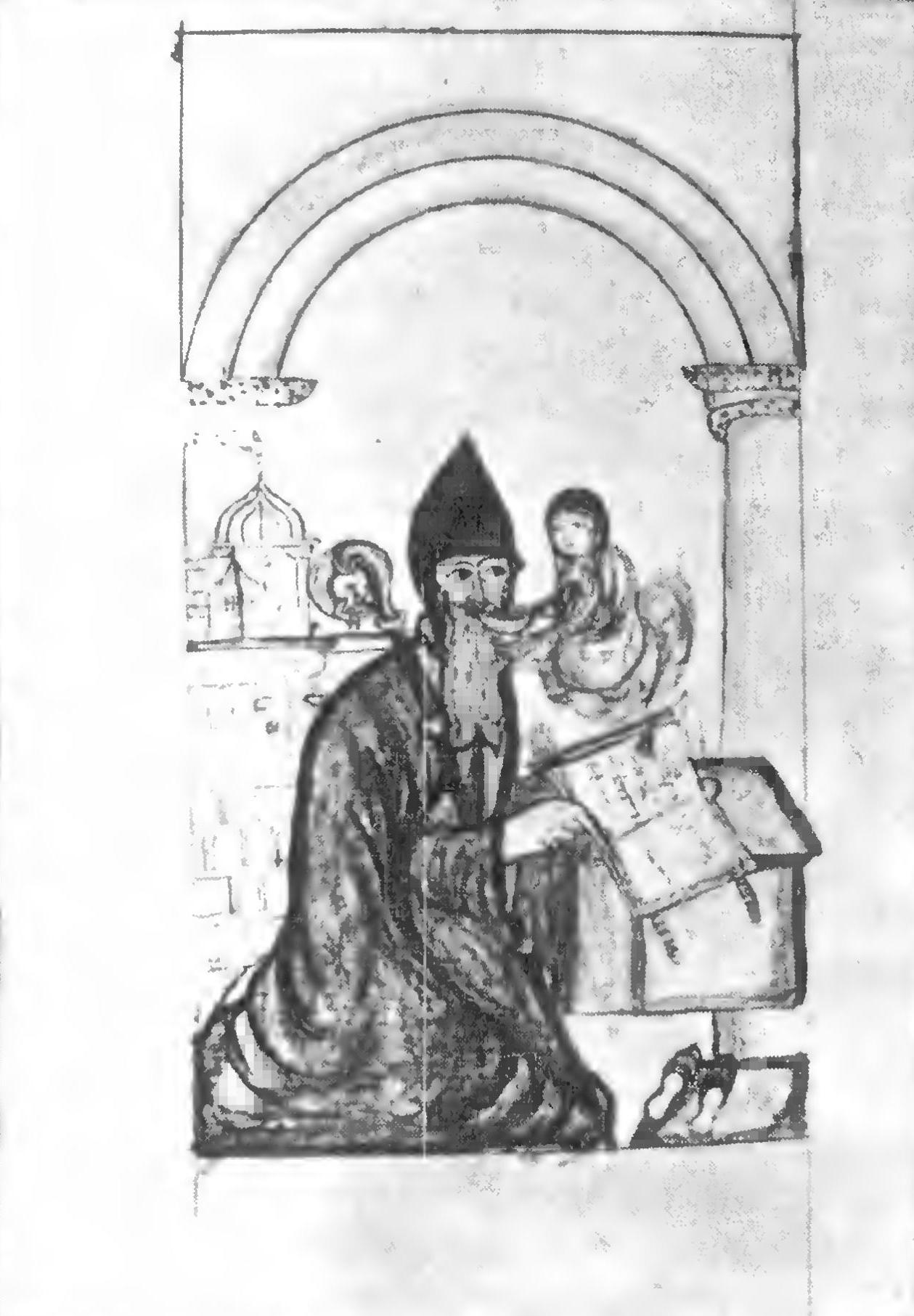
Симеон Джугаєці

На початку XVII століття жив італійський вірменіст Франческо Рівола, який видав у 1624 році вірменську граматику. Його праця, що відкриває епоху, ще вільна від сильної латинізації і «раціоналізації» граматичних правил, що стало властиво подальшим авторам. Через недостатнє володіння вірменською мовою, дослідження, що складається з чотирьох частин, являє собою суміш класичної вірменської і діалектних форм. Серед недоліків граматики Ріволі — передавання вимови вірменських букв на основі західновірменської вимови, до того ж без точної черговості, а також неправильний опис морфологічних форм часто з опорою не на вірменську, а на латину. Книга стала першою друкованою граматикою вірменської мови.
Ще одним іноземним дослідником вірменської мови початку XVII століття був католицький проповідник Клемент Галанус. У 1624 році Галанус написав вірменську граматику, яка була видана більше ніж через два десятиліття — в 1645 році. Ця праця значно відрізняється за своєю якістю від книги Ріволі, а наукові інтереси її автора набагато ширші. Галанус краще володіє вірменською мовою, краще інформований про попередніх вірменських граматиків і користується їхніми працями, у нього відсутні змішання давньолітературних і діалектального-розмовних форм, він використовує також низку мовних якостей грекофільської школи. Разом з тим Галанус свідомо допускає зміни в граматичних формах вірменської мови на догоду латинським.
У вірменських грамматиків спостерігається також поєднання принципів тлумачення Діонісія з принципами латинізованих граматик. Першим представником цієї граматичної течії нового типу став Симеон Джугаєці. Написана в 1637 році Джугаєці «Книга, яка називається граматикою» була надрукована лише на початку наступного століття. На відміну від послідовних представників латинізованих граматик, що спираються на латинську традицію і використовують тлумачення Діонісія тільки для підтвердження штучних латинських побудов, Джугаєці вважає тлумачення перекладу Діонісія творінням істинної вірменської лінгвістичної думки і користується ними на противагу латинізованій мові. Разом з тим він іноді віддає данину новій латинізованій традиції. Популярне дослідження збереглося в численних рукописах. У своїй оригінальній граматичній системі автор протиставляє парадигматику і синтагматику, аналізує методи етимології та інші лінгвістичні проблеми.
У «Короткій граматиці і логіці» Ованес Мркуз спирається на принципи Симеона Джугаєці. Його граматичне дослідження написане в 1693 році. Сучасні вірменські лінгвістичні терміни для позначення таких понять, як «речення», «підмет», «присудок» і «зв'язка», були введені саме цим ученим.

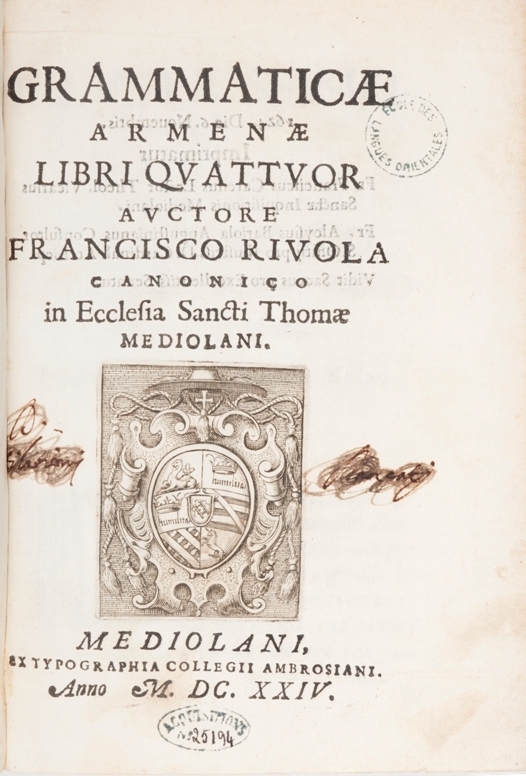
Граматика вірменської мови Франческо Ріволи, 1624 рік

Ще одним вірменським вченим, що поєднував принципи вірменських тлумачів Діонісія і латинізованої граматики, був Хачатур Ерзрумці. У своїй «Книзі граматики», задуманій як «філософська граматика», Ерзурумці нерідко звертається до тлумачів Діонісія, від яких він отримує відповідні дані про граматику в цілому, про її завдання, граматичні категорії і частини мови. Він вважає допустимим внесення в граматику помірних раціональних змін.
Період раціоналістичних латинізованих граматик досягає свого апогею в 1660-1670-х роках. Перший автор, у якого дана тенденція виражена найяскравіше, — Воскан Єреванці. У 1666 році в Амстердамі він видав «Книгу граматики», як з'ясувалася пізніше, коротку версію перекладу «Граматики» Томмазо Кампанелли. Він написав коментарі до цієї книги, а 1671 року — підручник вірменської мови.
Однак найтиповішим представником латинізованої граматики вважається Ованес Олов. Олов, крім того що пропонував внести зміни в граматику, застосовував їх у власних творах різного характеру. У 1674 році в Римі було надрукована його «Чистота вірменської мови або вірменська граматика» вірменською, а через рік «Чистота вірменської мови» на латині. Він розрізняє три варіанти вірменської мови — класичний давньовірменський або грабар, вульгарну мову і громадянську мову. Автор дає лише опис першого з перерахованих, як такого, що має найбільш «чисту і впорядковану» граматику.
З XVIII століття спостерігається поступовий відхід від позиції латинізації вірменської граматики. Тенденція проявилася вже на початку століття. Лінгвісти знову прагнуть засновувати граматичні правила на мові більш ранніх текстів, спиратися на більш поширені форми і нарешті позбавити граматику від штучних нововведень. У закордонних дослідників змінюється ставлення до вірменської мови. Так, наприклад, якщо Клемент Галанус в середині попереднього сторіччя діяв в інтересах католицької церкви, то вже Йоганн Шредер вивчає вірменську мову з позиції вченого-філолога. Граматисти-вірмени виявляють більш критичний підхід до штучних латинізмів, як наслідок, створюються праці, засновані тільки на вивченні древніх текстів.

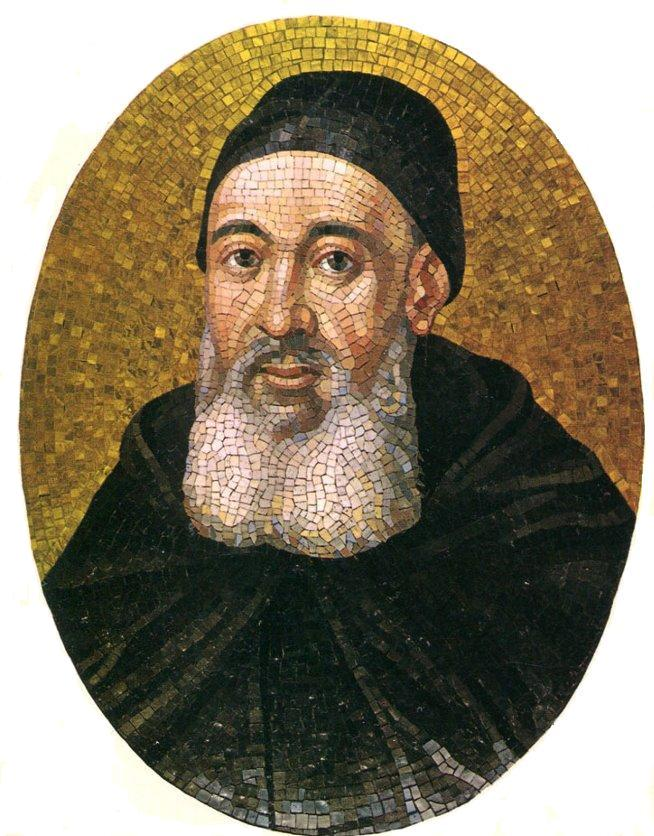
Мхітар Себастаці

Німецький сходознавець Йоганн Шредер почав вивчення вірменської мови у вірмен Амстердама, які займалися там книгодрукуванням. Після довгої і ретельної роботи в 1711 році Шредер видав своє дослідження з п'яти частин — «Скарбниця вірменської мови». У книзі, що відрізняється своїм докладним описом, він дає коротку історію вірмен, їхньої мови та літератури, описує основи класичної вірменської і нововірменської мов. У ній вперше описано східний різновид ранньої нововірменської мови. Шредер критикує Клемента Галануса і Ованеса Олова за неприродні для вірменської мови нововведення, розгляд ними форм, які не зустрічаються в древніх вірменських текстах. Прагнучи слідувати древнім текстам він вказує також свої джерела. Разом з тим Шредер остаточно не долає впливу латинізованих граматик. Шредер зберіг відомості про агуліський, джульфінський, тбіліський, карабаський, малоазійський і ванський діалекти вірменської мови. Написав вірмено-латинський словник.
У першій половині XVIII століття латинська граматика піддалася ще більшій критиці в працях Мхітара Себастаці, засновника ордену мхітаристів у Венеції і автора кількох фундаментальних праць з вірменської мови. Важливою подією стало видання в 1730 році його «Граматики давньовірменської мови», що складається з трьох частин, і побудованої за системою Ованеса Олова. Намагаючись показати давньовірменську мову в її первинному вигляді, він переглядає багато сформульованих до нього правил. Проте остаточно позбутися від штучних нововведень Мхітару Себастаці не вдається. Він є автором першого тому «Словника вірменської мови» (т. 1-2, 1749—1769), який містить 37 тис. словникових статей. Другий том словника був виданий учнями Себастаці після його смерті і містить більше 85 тис. словникових статей. Деякі автори називають словник початком сучасної вірменської наукової лексикографії. Себастаці розглядає питання етимології, запозичень, орфографії, орфоепії, пунктуації тощо. Ще раніше, в 1727 році, видавався його твір «Двері граматики нововірменської мови», в якому Себастаці виклав першу граматику західного різновиду ранньонововірменської мови.
У XVIII столітті граматичні праці написав Багдасар Дпір. Він створив двотомну розлогу і коротку граматики. Велика граматика була видана в 1736 році і пізніше був перевидана двічі. Коротка граматика написана розмовною західновірменською мовою. Після Себастаці Багдасар Дпір ще більше звільняє граматику від раціональних нововведень і латинізмів. У різних питаннях автор еклектично поєднує системи попередніх дослідників, зокрема Симеона Джугаєці, Ованеса Олова і Мхітара Себастаці.

#### З 1779-го до 1830-х років
У виданій в 1779 році «Граматиці вірменської мови» Мікаел Чамчян остаточно звільнив граматику давньовірменської мови від латинізмів і раціоналістичних нововведень. Робота відкрила новий, третій етап першого періоду історії вірменської граматичної думки. Книга мала велику популярність і пізніше неодноразово перевидавалася. Дослідження відрізняється чіткістю і детальністю викладу, точністю формулювань, практичною спрямованістю, відсутністю штучних форм і латинізмів, раціоналістичних нововведень. У викладі всіх граматичних правил Чамчян посилається на авторів V—XIII століть, разом з тим окремо виділяючи і відзначаючи форми, відомі з праць грекофільської школи. За своєю системою праця Чамчяна ґрунтувалася на поглядах Мхітара Себастаці.

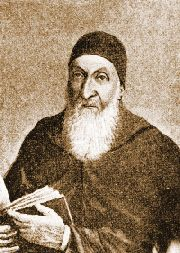
Мікаел Чамчян

Одним з послідовників Чамчяна був Габріель Аветікян. У своїй «Вірменській граматиці» (1815) останній з кожного лінгвістичного питання наводить існуючі думки, порівнює, приймає або відкидає їх, роблячи відповідні висновки. Книга Аветікяна свого часу отримала гідну оцінку і довгий час вважалася однією з кращих граматик класичної вірменської мови.
Вже на межі XVII—XVIII століть вірменські вчені працювали на підступах до порівняльно-історичного індоєвропейського мовознавства . Так, наприклад Себастаці зазначає, що спільні слова між різними мовами можуть бути запозиченнями або корінними, наводить ряд подібних прикладів між вірменською та латиною. Себастаці наблизився до ідеї відвічності подібних схожостей. На початку XIX століття Габріель Аветікян, Шаан Джрпетян, Акоп Тюзян вказують на наявність великої кількості спільних слів між вірменською, грецькою, латинською, перською та іншими мовами. Надалі більш систематичні порівняння між вірменською та іншими мовами зробили автори «Нового словника давньовірменської мови» (т. 1-2, 1836—1837) Габріель Аветікян, Хачатур Сюрмелян і Мкртич Авгерян. У 1810-1830-х роках ряд авторів, ще до встановлення індоєвропейської приналежності вірменської мови європейськими вченими, незалежно виступали з подібними ідеями .
XVII—XVIII століття охоплюють пізньосередньовічний етап вірменської лексикографії. У 1621 році Франческо Ріволі видав «Словник вірменської мови», який став першим вірменським друкованим словником (11 тис. слів). У 1695 році виходить латинсько-вірменський словник Аствацатура Нерсесовича з 17,5 тис. словникових статей. Тоді ж видається вірмено-латинський словник Якова Віллота з 26 тис. словникових статей. В обох словниках фігурує давньовірменська мова, хоча обидва автори використовують як розмовні, так і діалектні форми. У 1698 році виходить тлумачний словник Еремії Мегреці, що містить 8,5 тис. словникових статей. Вірмено-латинський і латинсько-вірменські словники склав Степанос Рошка. Матурен Вейсьєр де Лакроз написав «Словник вірменської мови», який не був виданий. У 1699 році написаний «Ванкабараран» Арістакеса Хамаданці, який за своїм змістом близький до сучасних словників рим.
До кінця XVIII століття належить видання перших вірмено-російських і російсько-вірменських словників. У виданому в 1788 році в Санкт-Петербурзі навчальному посібнику Клеопатри Сарафян «Ключ до пізнання» наведені також російсько-вірменський (близько 2,5 тис. словникових статей) і вірмено-російський (близько 1,9 тис. словникових статей) словники. У вірменській частині автор наводить лексику давньовірменської і східного варіанту ранньої нововірменської мови. Словники відрізняються більш нормализованою лексикою нововірменської, в них немає вузькодіалектних слів або нових запозичень. У тому ж році вийшов вірмено-російський словник Григора Халдаряна під заголовком «Книга, яка називається стежкою мовопізнання». У 1794 році видано турецько-вірменський словник. У 1714 і 1769 роках видані словники власних імен, а 1749 року енциклопедичний словник Арсена дпір Костанднуполсеці, перший в своєму роді у вірменській дійсності (4,3 тис. словникових статей).

### Другий період

#### З 1830-х до 1870-х роках
Другий період розвитку вірменської лінгвістики починається двома важливими подіями. З одного боку європейські та вірменські вчені висувають ідею індоєвропейської приналежності вірменської мови, тим самим заклавши основи порівняльно-історичного її вивчення, з іншого боку Хачатур Абовян намагається боротися за прийняття сучасної мови — ашхарабар — як домінуючої літературної мови, що в вірменській дійсності отримало назву грапайкар. Цей період ділиться на два етапи, межа між якими припадає на 70-і роки XIX століття.

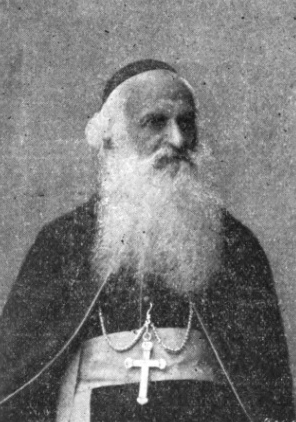
Арсен Айтинян

У «Граматиці вірменської мови» (1837) Генріх Петерман порівнював понад сто вірменських слів із санскритом, перською, грецькою та іншими мовами, на основі чого Лоренц Діфенбах в 1843 році зробив висновок про належність вірменської мови до «арійської або мідійсько-перської гілки» індоєвропейських мов. Подібний висновок робив Фрідріх Віндішман у книзі «Місце вірменської в арійській мовній гілці» (1836). Незалежно від європейських вчених, Абовян у книзі «Нова теоретична і практична граматика російської мови для вірмен» (1837 або 1838, не видано) наводить список схожих слів між вірменською, російською, французькою та німецькою мовами «У бажанні звернути увагу філологів, які досліджують походження народів від одного племені за подібністю мов».
У цей період в лінгвістиці вкоренилася думка про приналежність вірменської мови до іранської гілки індоєвропейських мов. Такої думки дотримувалися як європейські дослідники (Ріхард Гоше, Франц Бопп, Фрідріх Мюллер, Пауль де Лагард), так і вірменські (Керопе Патканов). Разом з тим їхні думки розходяться в питанні визначення місця вірменської мови в іранській гілці індоєвропейських мов.
Якщо в центрі уваги європейських вірменістів на цьому етапі перебували питання походження вірменської мови, то вірменські дослідники були залучені до боротьби за перетворення ашхарабар на літературну мову. Противники позиції збереження давньовірмянської в якості літературної мови виступали не тільки з практичними, але й з теоретичними обґрунтуваннями даного питання. В авангарді стояв Хачатур Абовян, але до його боротьби незабаром приєдналися й інші представники вірменської інтелігенції. Серед східних вірмен в цій боротьбі особливо активно брали участь Степан Назарян і Мікаел Налбандян, піднімаючи питання про необхідність літературної мови, яка буде зрозумілою простому народу, і обґрунтовуючи його з різних позицій. Серед західних вірмен у процес грапайкара були залучені майже всі верстви інтелігенції. У цій боротьбі важливе значення мала книга Арсена Айтиняна «Критична граматика ашхарабар або сучасної вірменської мови» (1866), у великому вступі до якої автор дав історію формування ашхарабар і теоретичне обґрунтування необхідності її перемоги як літературної мови. Разом з тим праця Айтиняна стала найкращим прикладом опису західновірменської літературної мови, чим вона значно відрізняється від попередніх спроб опису західновірменської граматики (коротка граматика 1847 року англійською мовою Рігса, «Правильна мова» 1853 року Русіняна, граматика 1864 року Кіречяна). Для даного періоду також заслуговує на увагу посібник по ашхарабар (1868) Папазяна.
Лінгвістичний рух цього періоду повинен був забезпечувати такі практичні потреби: створення зручного і прийнятного шкільного посібника для вірменських дітей, представити суспільству закономірності ашхарабар і, тим самим, по можливості сприяти стандартизації нової літературної мови.
У цей період тривало дослідження грабару. Заслуговують на увагу в першу чергу спроби мхітаристів Відня відрізняти грабар першої половини V століття (т. зв. класичний грабар Золотого століття) від грабара наступного періоду (Гатрчян, Гарагашян, Айтинян), а також праця Арсена Багратуні «Вірменська граматика для потреб розвинених» (1852), яка з'явилася своєрідною енциклопедією фактів грабару, хоча і без чіткого розмежування історичних фактів.
У 1857 році у вірменській дійсності з'являється перша робота, присвячена загальним питанням теорії мови, що належить лінгвістові Погосу Овнаняну .

#### З 1870-х до 1910-х років
Наступний етап другого періоду історії вірменської лінгвістики ознаменувався в першу чергу такою подією в історико-порівняльному вивченні вірменської мови, як висловлення і підтвердження тези про належність вірменської мови до окремої гілки індоєвропейської мовної сім'ї. Статтею «Про місце вірменської мови в колі індоєвропейських мов» (1875) і наступними працями («Вірменські дослідження», 1883, «Вірменська граматика», т. 1-2, 1895—1897) Генріх Хюбшман створив напрямок, в який були залучені не тільки видатні європейські вчені (Гольгер Педерсен, Антуан Мейє, Евальд Ліден), але й ціле покоління вірменських учених, серед яких особливе місце займає Рачія Ачарян. Крім питань історико-порівняльного характеру європейських вірменістів цікавили також питання вивчення грабару і середньовірменської мови (Мейє, Карст та інші).

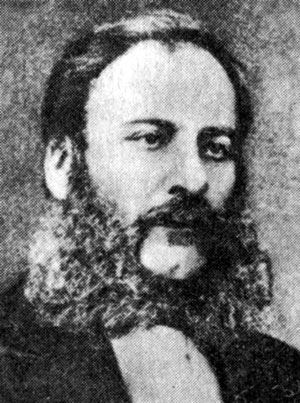
Степан Паласанян

У зв'язку з однозначним пануванням нової літературної мови у вірменській реальності, з'являється перша шкільна граматика східновірменської мови. Після опублікування в 1870 році свого «Спільного огляду нової східно-вірменської писемної мови» Степан Паласанян у 1874 році видав «Граматику рідної мови» (ч. 1-3), яка довгий час служила в якості шкільного підручника і неодноразово перевидавалася. Граматика Паласаняна мала помітний вплив на розвиток східновірменської граматики. Тільки «Граматика ашхарабару» (1906) Манука Абегяна побудована на абсолютно інших принципах, вільних від впливу схем граматик грабару. Вивчення східновірменського ашхарабару досягає значного підйому в його роботах «Відмінки ашхарабару» (1908) і «Синтаксис ашхарабару» (1912), які лягли в основу багатьох пізніших досліджень.
Новий етап в дослідженні грабару ознаменувало перероблене і доповнене видання граматики Вртанеса Чаліхяна (1827 року і наступні дев'ять видань) Айтиняном в 1885 році. Вважається найкращою граматикою свого часу, присвяченою класичній вірменській, в якому також чітко виділені сірізми і грецизми. Подальші як вірменські, так і іншомовні граматики грабару (Малхасянц, Абегян, Мейє) в більшості випадків спираються на результати цього дослідження.
Маючи свої основи в попередніх етапах, особливо в роботах Айтиняна і Патканяна, на цьому етапі формується вірменська діалектологія як особливий розділ лінгвістики. Вірменською та іншими мовами видавалися описи окремих діалектів (Саргсян, Агуліса, 1883, Хануш, польських вірмен, 1886, Томсон, Ахалцихе, 1887, Тифлісу, 1890, польських вірмен, 1899, Меліксета-Бек, Мараша, 1896, Арапгіра, 1919, Мсерян, Муша, 1897—1901, Ачарян, Асланбека, 1898, Сучави, 1899, Вана, 1901, Карабаху, 1901—1902, Максудян, Акна, 1912) . В узагальнювальній праці «Класифікація вірменських діалектів» (франц. 1909, вірм. 1911) Ачарян представив морфологічний принцип класифікації вірменських діалектів. Було здійснено експериментальне вивчення (Ачарян) приголосних у вірменських діалектах, складено діалектологічні словники (Аматуні, Ачарян), досліджено турецькі запозичення в діалектах (Ачарян).
Новий період вірменської лексикографії ділиться на два етапи — з початку до 70-х років XIX століття і з 80-х років XIX століття до радянізації Вірменії. «Новий словник давньовірменської мови» (т. 1-2, 1836—1837) Габріеля Аветікяна, Хачатура Сюрмеляна и Мкртича Авгеряна містить багату лексику грабару і досі вважається одним з основних джерел для його вивчення. Виходячи з філологічних завдань, автори дають грецький і латинський еквіваленти, а також турецькі переклади для західних вірмен. На базі цього словника в 1846 році вийшов ручний словник, друге повне видання якого (1865) містило понад 5 тис. нових слів. Вірмено-латинський словник (1837) Манвела Джахджахяна містить майже настільки ж багату лексику грабару як «Новий словник давньовірменської мови».

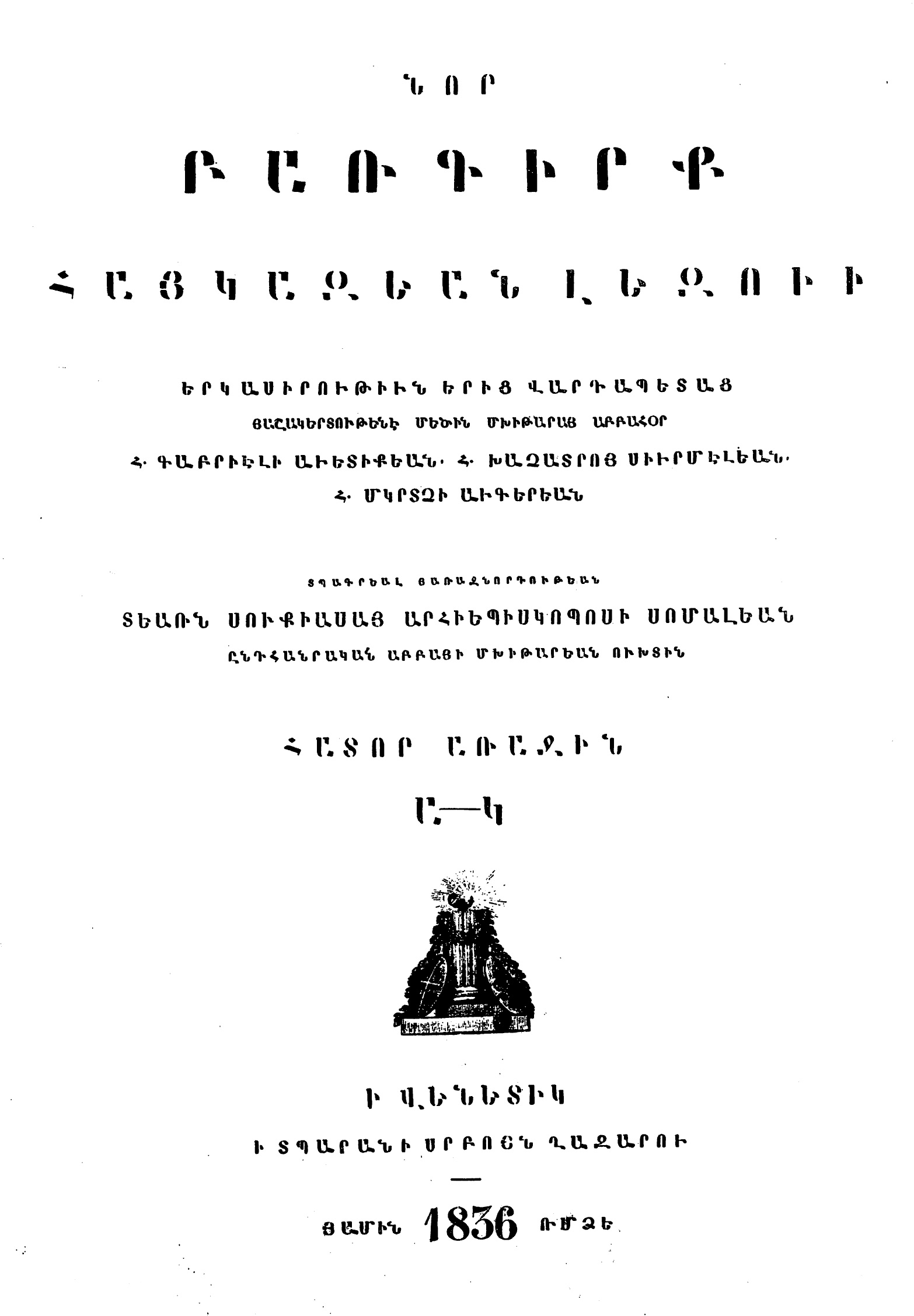
Титульний лист першого тому «Нового словника давньовірменської мови» (т. 1-2, 1836—1837) Габріела Аветікяна, Хачатура Сюрмеляна і Мкртича Авгеряна

В цей період вивчення лексики ашхарабару тільки починалося і, природно, ще не було стандартизованості або якого-небудь чіткого розмежування між літературними і діалектними словами. Спроби скласти словники, що відображають лексику двох гілок нововірменської мови, Східної і Західної, все ще не були незалежні від грабару. У 1869 році Едуард Хюрмузян опублікував великий словник ашхарабару-грабару, що містить більше 40 тис. словникових статей. У Східній Вірменії словник грабар-ашхарабар, що містить 12 тис. слів, був опублікований Овсепом Арцахеци в 1830 році.
В XIX столітті було видано безліч вірменських двомовних і багатомовних словників. Серед словників складених східними вірменами переважали двомовні словники, що стосуються російської мови, тоді як західні вірмени складали словники, що стосуються турецької, англійської та французької мов. Аж до останньої чверті XIX століття було видано велику кількість російсько-вірменських (1821, 1841, 1854, 1860), вірмено-російських (1821, 1841, 1854, 1860), турецько-вірменських (1841, 1843, 1864, 1866, 1870), вірмено-турецьких (1838, 1850, 1860), англійсько-вірменських (1803, 1825, 1835, 1840, 1843, 1865), вірмено-англійських (1825, 1835, 1843, 1866, 1875), французько-вірменських (1812, 1840, 1850), вірмено-французьких (1817, 1861), італійсько-вірменських (1804, 1829, 1846), вірмено-італійських (1837), персько-вірменських (1826), греко-вірменських (1848) та вірмено-грецьких (1868) словників.
У 1862 році видано перший зворотний словник (для грабару).
Починаючи з останньої чверті XIX століття ашхарабар був переважаючою мовою вірменської лексикографії. У західновірменській лексикографії продовжують переважати словники, що стосуються французької, англійської та турецької мов. У той час як Норайр Бюзандаці вибрав грабар в якості мови для свого великого французько-вірменського словника (1884), а Гай Лузіньян (т. 1-2, 1900) зберіг деякі пояснення на грабарі, мовою всіх інших словників був ашхабарар. Першим таким двомовним словником серед західних вірмен був французько-вірменський словник Месропа Нупаряна (1889), за яким пішли більше десятка інших. Серед двомовних і багатомовних словників: вірмено-арабський (1896), болгарсько-вірмено-турецький (1904), німецько-вірменський (1884—1889), а також латинсько-вірменський (1893), вірмено-латинський (1887) і есперанто-вірменський (1910, 1912) словники. Серед численних словників, що належать до турецької мови, найбільш цінними є турецько-вірмено-французький (1888), турецько-вірменський (1892) і вірмено-турецький (1891) словники Миграна Абикяна. Примітні також турецько-вірменський (1912) і вірмено-турецький (1907) словники Петроса Карапетяна.
Перший тлумачний словник западновірменською літературною мовою опублікував Симон Габамачян у 1892 році. Друге видання словника (1910) містить 70 тис. словникових статей. У дослідженні, плануванні і стандартизації нововірменського словника особлива роль належить термінологічним словникам, як тлумачним так і двомовним. Однією з перших праць у цій галузі був «Вірменський ботанічний словник» (1895) Гевонда Алішана.
Серед словників складених східними вірменами продовжують переважати пов'язані з російською мовою. Арутюн Дагбашян склав великі російсько-вірменський (1906) і вірмено-російський (1911) словники.
Норайр Бюзандаци написав словник середньовірменської мови, який був виданий лише в 2000 році в Женеві .
На початку XX століття були написані великі діалектологічні словники — «Вірменське слово і мова» (1912) Саака Аматуні та «Словник вірменських діалектів» (1913) Рачії Ачаряна.

### Третій період

#### З 1920-х до 1950-го року
1920 роки вважаються початком третього періоду історії вірменської лінгвістики, який поділяється на два етапи, що мають межею середину XX століття. На першому етапі триває історико-порівняльне вивчення вірменської мови (Ачарян, Капанцян), у відповідності з новими тенденціями в цій галузі. Найбільші досягнення: «Етимологічний корінний словник вірменської мови» (т. 1-7, 1926—1935), «Історія вірменської мови» (т. 1-2, 1940—1951), «Словник вірменських власних імен» (т. 1-5, 1942—1962) Ачаряна, а також праці Капанцяна, присвячені питанням взаємовідносин вірменської зі стародавніми мовами Передньої Азії.
Найважливішим завданням вірменської лінгвістики даного етапу стає дослідження сучасної вірменської мови. Основи наукової граматики сучасної вірменської мови були закладені в дослідженні «Теорія вірменської мови» (1931) Манука Абегяна. Якщо Абегян у граматиці дає пріоритет формі, то в 1930-ті роки Гарібян и Севак намагаються надавати пріоритет змісту, відновлюють доабегянівську семивідмінкову систему, вважають головними членами речення підмет і присудок.
Загальні тенденції лінгвістики радянської епохи у вірменському мовознавстві знайшли своє відображення в працях «Загальне мовознавство» (1939) Капанцяна та «Вступ до мовознавства за новим ученням про мову» (1949) Агаяна.
На цьому етапі продовжують створюватися монографії, присвячені дослідженню та опису вірменських діалектів (Ачарян, Нового Нахичеваня, 1925, Мераге, 1926, Агуліса, 1935, Нової Джульфи, 1939, Константинополя, 1941, Амшена, 1947, Гарібян, Гадрута, Карабаха, Шатаха, Мегрі, Карчевана, 1941, Агаян, Мегрі, 1941). Робиться спроба уточнити і доповнити запропоновану Ачаряном морфологічну класифікацію вірменських діалектів, пропонується фонетичний принцип класифікації (Гарібян).
В галузі лексикографії, крім словників Ачаряна, були написані «Тлумачний словник вірменської мови» (т. 1-4, 1944—1945) Степана Малхасянца (понад 120 тис. словникових статей), а також загальні та галузеві двомовні словники.

#### З 1950-го року донині
Початок другого етапу радянського періоду вірменської лінгвістики пов'язаний з мовознавчою полемікою, розгорнутою на сторінках газети «Правда» (травень—червень 1956). Розвиток вірменської лінгвістики, як і всього радянського мовознавства, йде шляхом критики і подолання нового вчення про мову Марра та його послідовників. На цьому етапі переживають прогрес майже всі лінгвістичні дисципліни, виникають нові.
Своєрідним узагальненням історико-порівняльного вивчення вірменської мови стала «Порівняльна граматика вірменської мови» (рос. 1982) Геворка Джаукяна.
Після «Історії вірменської мови» Ачаряна було розроблено нові принципи періодизації, створено великі монографії та посібники для ЗВО присвячені давньовірменській, середньовірменській, вірменській історичній граматиці (Джаукян, Агаян, Абраамян, Аракелян, Мурадян, Туманян та ін.).

В галузі діалектології спільно з монографічним дослідженням було застосовано спочатку морфологічно-типологічний принцип класифікації вірменських діалектів (Гарібян, Агаян), потім нову діалектологічну дисципліна — статистичну діалектологію. Джаукян запропонував і застосував принцип багатоознакової класифікації вірменських діалектів, що став основою для створення вірменського діалектологічного атласу. У створенні атласу брав участь Мурадян.
Досягає значних масштабів дослідження структури сучасної вірменської мови. Видавалися праці та підручники як загального характеру, так і монографії та статті, що належать до різних галузей, різних частин слова, граматичних категорій та питань (Джаукян, Агаян, Абраамян, Аракелян, Парнасян, Косян, Сукіасян, Маргарян, Гюлбудагян, Барсегян та ін.). Було розглянуто питання експериментальної фонетики, соціолінгвістики, психолінгвістики, розвитку мови, літератури, культури мови і стилістики.
Лексикографія збагатилася численними і різними загальними, перекладними, спеціалізованими, енциклопедичними словниками, серед яких «Тлумачний словник сучасної вірменської мови» (т. 1-4, 1969—1980), «Словник синонімів вірменської мови» (1967) Сукіасяна, «Тлумачний словник сучасної вірменської мови» (т. 1-2, 1976) Агаяна (понад 135 тис. словникових статей). Серед двомовних і багатомовних словників створено «Російсько-вірменський словник» (т. 1-4, 1954—1958), «Вірмено-російський словник» (1984), англійсько-вірменський (1984), вірмено-курдський (1939, 1936, 1957), вірмено-азербайджанський (1978) та інші словники. Рубеном Абраамяном видано пехлевійсько-персько-вірмено-російсько-англійський словник (1965) призначений для фахівців. Видавалися словники омонімів, антонімів, фразеологічні, орфографічні, термінологічні, різні двомовні і багатомовні словники.
В західновірменській лексикографії також видавалися численні двомовні і багатомовні словники: арабсько-вірменський (1952, 1959, 1960), вірмено-арабський (1953, 1954, 1963), вірмено-німецький (1952), іспано-вірменський (1955), італійсько-вірменський (1922), вірмено-італійський (1922), греко-вірменський (1930) тощо. Найбільші англо-вірменські словники: складені Чагмагчяном (1922, 2-е вид. 1953, 3-є вид., 1960) і Гуюмчяном (1961), найбільший вірмено-англійський словник Гуюмчяна (1950), «Новий словник вірменської мови» (1992).
Східновірменські словники значно відрізняються від західновірменських за структурою і способом подання матеріалу: східновірменські словники дають більш точні визначення лексичних значень і мають конкретну систему маркування щодо застосування слів, в західновірменських словниках лексичні значення в основному пояснюються синонімами, а іноді й антонімами. Західновірменські словники також надають додаткову інформацію і, як правило, багато ілюстровані.
Вірменська лінгвістика мала значні досягнення в галузі вивчення питань загальної теорії мови, що одержали визнання за межами Вірменії. Крім праць загального характеру «Вступ до мовознавства» (2-е вид. 1952) Агаяна та «Історія мовознавства» (т. 1-2, 1960—1962) Джаукяна, досягнення вірменської лінгвістики в цій галузі — спроба створення універсальної лінгвістичної моделі мови, нові осмислення фонеми й граматичної категорії, загальна класифікація лінгвістичних методів (Джаукян), оригінальний розгляд взаємовідносин мови і дійсності, мінімальної синтаксичної одиниці і мінімального синтаксичного устрою (Атаян), розгляд питання взаємовідносин мови та філософії, критика гіпотези лінгвістичної відносності Сепіра—Ворфа (Брутян), своєрідне вирішення питань характеру і суті лінгвістичного знака (Абраамян) тощо..
Були створені праці, присвячені питанням історії вірменських лінгвістичних учень (Агаян, Джаукян, Гаспарян, Амалян).

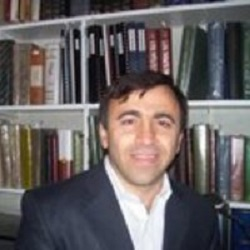
Грач Мартиросян

В останній період створені нові праці, словники, навчальні посібники, серед яких колективний багатотомник «Діалектологічний словник вірменської мови» (т. 1-7, 2001—2012), «Тлумачний словник синонімів вірменської мови» (2003) Сукіасяна, «Загальна теорія мови» (англ., 2003) і «Етимологічний словник вірменської мови» (2010) Джаукяна, «Нові вірменсько-іранські етимології» (2005) Ованісяна, «Словник вірменських псевдонімів» (2005) Овакімяна, «Розгорнутий тлумачний словник ідіом вірменської мови» (2011) Бедіряна, «Складений іменно-дієслівний присудок у сучасній вірменській мові» (2007) Барсегяна, «Психологічний аналіз метафоризації» (2008) Галстяна і т. д.. У 2008 році Грач Мартиросян видав «Etymological dictionary of the Armenian inherited lexicon» в серії «Leiden Indo-European Etymological Dictionary Series» проекту Лейденського університету.
Продовжує розвиватися лексикографія класичної давньовірменської: «Словник грабару» (2004) Казаряна, «Словник давньовірменської мови. Слова, незасвідчені в новому словнику давньовірменської мови» (2010) Ованісяна, «Нововиявлені слова в грабарі» (2007) Казаряна і Аветисяна, «Словник синонімів грабару» (2006) і «Фразеологічний словник грабару» (близько 3 тис. фразеологічних одиниць, 2012) Казаряна. Даній темі присвячено працю «Питання лексикографії та лексикології давньовірменської мови» (2009). Видані словники, присвячені працям окремих авторів, наприклад «Нововиявлені слова в літературі XIV—XV століть» (2009) Григоряна присвячений працям Григора Татеваці. Словник «Нововиявлені слова в ранньонововірменських джерелах» (2014) Погосяна містить близько 3 тис. слів лексичного матеріалу кінця XVI—початку XVIII століть.
Крім вірменської мови вірменські лінгвісти займалися вивченням давніх і нових мов, з'ясуванням історичних взаємин вірменської мови, зачіпали пов'язані з цим теоретичні та практичні питання. Досліджено питання історії лінгвістичних теорій (Агаян, Джаукян, Гаспарян, Амалян).